# Meteor (Schiff, 1869)
Die Meteor war das siebente Schiff der Camaeleon-Klasse, einer Klasse von insgesamt acht Dampfkanonenbooten I. Klasse der Königlich Preußischen, der Marine des Norddeutschen Bundes sowie der Kaiserlichen Marine.

## Bau und erste Dienstzeit
Die Meteor wurde am 17. Juni 1861 von der Wolgaster Werft Lübke auf Kiel gelegt. Aufgrund finanzieller Schwierigkeiten, die durch den preußischen Verfassungskonflikt zwischen der preußischen Regierung und dem Abgeordnetenhaus entstanden, konnte das Schiff erst am 17. Mai 1865 vom Stapel laufen. Weitere Verzögerungen führten dazu, dass die Meteor erst Mitte April 1869 zum Dänholm überführt werden konnte, wo es am 6. September schließlich erstmals in Dienst gestellt wurde.
Der erste Einsatz sollte die Meteor nach Westindien führen. Aufgrund von Bedenken hinsichtlich der Seetüchtigkeit des Schiffes bei voller Beladung wurde das 24-Pfünder-Geschütz für die Atlantikquerung an die begleitende Arcona abgegeben. Die Arcona erhielt jedoch den Befehl, an der Einweihung des Sueskanals teilzunehmen, weshalb die Meteor am 4. Oktober allein aus Kiel auslief.
Nach einem vom 12. Oktober bis zum 6. November aufgrund von Sturmschäden nötig gewordenen Reparaturaufenthalt in Falmouth erreichte das Kanonenboot am 19. November Bridgetown, wo es auf die Niobe traf. Da in Venezuela Unruhen ausgebrochen waren, die Leben und Eigentum der dort ansässigen Deutschen gefährdeten, wurde die Meteor umgehend vor die venezolanische Küste befohlen. Das Kanonenboot traf am 26. Dezember 1869 in La Guaira ein und bis Mitte März kreuzte es in diesen Gewässern, unterbrochen nur von kurzen Aufenthalten in Willemstad für Reparaturen und um Kohle zu bunkern. Bedingt durch den geringen Bunkerraum geschah dies häufiger, da die Kohle selbst bei sparsamem Verbrauch nur für vier Tage reichte und Willemstad der einzige Kohlenplatz nahe der venezolanischen Küste war. Um diesen Nachteil auszugleichen, wurde so oft wie möglich gesegelt, was durch die Schonertakelung begünstigt wurde. Von großem Vorteil erwies sich der niedrige Tiefgang von 2,67 m der Meteor, der auch das Befahren von flachen Küstengewässern der Karibik, z. B. in der Bucht von Maracaibo, ermöglichte. Der Aufenthalt der Meteor in Westindien 1869–71 war der erste Übersee-Einsatz eines deutschen Kanonenboots überhaupt.
Nachdem die Meteor Anfang März gemeinsam mit der Niobe vor La Guaira geankert hatte, um finanzielle Ansprüche durchzusetzen, lief das Kanonenboot am 16. März nach Port-au-Prince aus, um sich dort mit der Arcona zu treffen. Unterwegs lief das Schiff nahe Gonâve auf ein Korallenriff auf, konnte sich aber aus eigener Kraft befreien. In Port-au-Prince fand der Kommandant der Meteor, Kapitänleutnant Eduard Knorr, lediglich die Nachricht vor, dass die Arcona nach La Guaira aufgebrochen war und dort das Zusammentreffen erfolgen solle. Doch auch dies gelang nicht, da auf der Korvette das Gelbfieber ausbrach und sie deshalb die kühlere nordamerikanische Küste aufsuchte.
Auf der Rückfahrt gingen der Meteor vor Curaçao die Kohlen aus. Da wegen der extremen Windverhältnisse das Ansegeln der Insel scheiterte, sah sich Knorr gezwungen, den weitab gelegenen kolumbianischen Hafen Santa Marta anzulaufen, wo er einem englischen Postdampfer Kohle abkaufen konnte. Anschließend war Knorr zur Reparatur des beschädigten Bodens gezwungen, wieder Curaçao anzulaufen. Danach kehrte er nach La Guaira zurück. Die Stadt war mittlerweile in den Händen der Liberalen unter Guzmán. Dieser hatte allen Kauffahrern, darunter auch norddeutschen, das Auslaufen untersagt, um keinem der konservativen Führer die Flucht ins Ausland zu ermöglichen. Da der Postdampfer nicht auslaufen konnte, erhielt die Meteor den Auftrag, wichtige Depeschen und amerikanische und europäische Diplomaten nach Saint Thomas zu bringen. Das Kanonenboot verließ am 9. Mai 1870 unter amerikanischer Flagge La Guaira und erreichte Saint Thomas am 13. Mai. Hier konnte Knorr das von der Arcona im Hafen eingelagerte 24-Pfünder-Geschütz an Bord nehmen und war damit endlich vollständig ausgerüstet.
Am 20. Mai 1870 traf die Meteor wieder in La Guaira ein, wo bereits weitere Aufträge für Vermittlungsmissionen warteten. Zunächst ging es in die Gegend von Puerto Cabello wo Knorr die Übergabe des umkämpften Forts Libertador vermittelte und eine Einhaltung des Waffenstillstands bis zum 12. Juni 1870 erzielen konnte. Ab dem 18. Juni hatte die konservative Kriegspartei eine Küstenblockade verhängt und als die Meteor am 20. Juni 1870 Puerto Cabello verließ, wurde das Schiff beim Einlaufen in La Guaira fälschlicherweise von der dortigen Küstenfort beschossen und erhielt einen Treffer. Das Geschoss durchschlug den Schiffsrumpf, drang in die Kajüte ein und blieb schließlich in einem Spind stecken, explodierte jedoch nicht. Nachdem der Schutz ausländischer Handelsschiffe vor der Küstenblockade gewährleistet war, hielt sich die Meteor noch bis Anfang August in venezolanischen Gewässern auf und war dort mit der Sicherung deutscher Interessen sowie der Vermittlung zwischen sich bekämpfenden Gruppen beschäftigt. Diese Arbeit brachte dem Schiff unter den ansässigen Ausländern den Namen The Indefatigable (Die Unermüdliche) ein.
Am 5. August erhielt die Meteor die erste Nachricht von dem zu erwartenden Krieg mit Frankreich. Die Tatsache, dass die französische Kriegserklärung bereits zwei Wochen zuvor ausgesprochen wurde, war aufgrund der langsamen Nachrichtenübermittlung zu dieser Zeit noch nicht bekannt. Ohne Kenntnis der Stärke und Verteilung der französischen Schiffe in der Karibik verließ die Meteor am 7. August La Guaira und nahm Kurs auf Kingston, wo jedoch keine neuen Nachrichten über die Entwicklung in Europa vorlagen. Aufgrund dessen fuhr das Schiff, zur Kohleersparnis größtenteils unter Segel, nach Key West weiter. Von dort aus war eine zügige Verbindung mit der deutschen Gesandtschaft in Washington möglich. Knorrs Vorschlag, die Meteor aufzugeben und mit ihren Geschützen einen schnellen Handelsdampfer zum Hilfskreuzer auszurüsten, wurde abgelehnt, da man in Berlin kein Vorgehen gegen französische Handelsschiffe wünschte. Am 23. Oktober traf schließlich die Nachricht über den Kriegsausbruch ein. Gleichzeitig erfolgte vonseiten der US-amerikanischen Verwaltung die Aufforderung zum sofortigen Verlassen des Hafens. Die folgenden Tage kreuzte die Meteor in den flachen Gewässern der Bahamas, wo sie vor größeren französischen Schiffen sicher war. Am 7. November schließlich musste Havanna zur Auffüllung der Kohlevorräte angelaufen werden. Wenige Stunden nach der Meteor traf dort der französische Aviso Bouvet ein.

## Gefecht vor Havanna

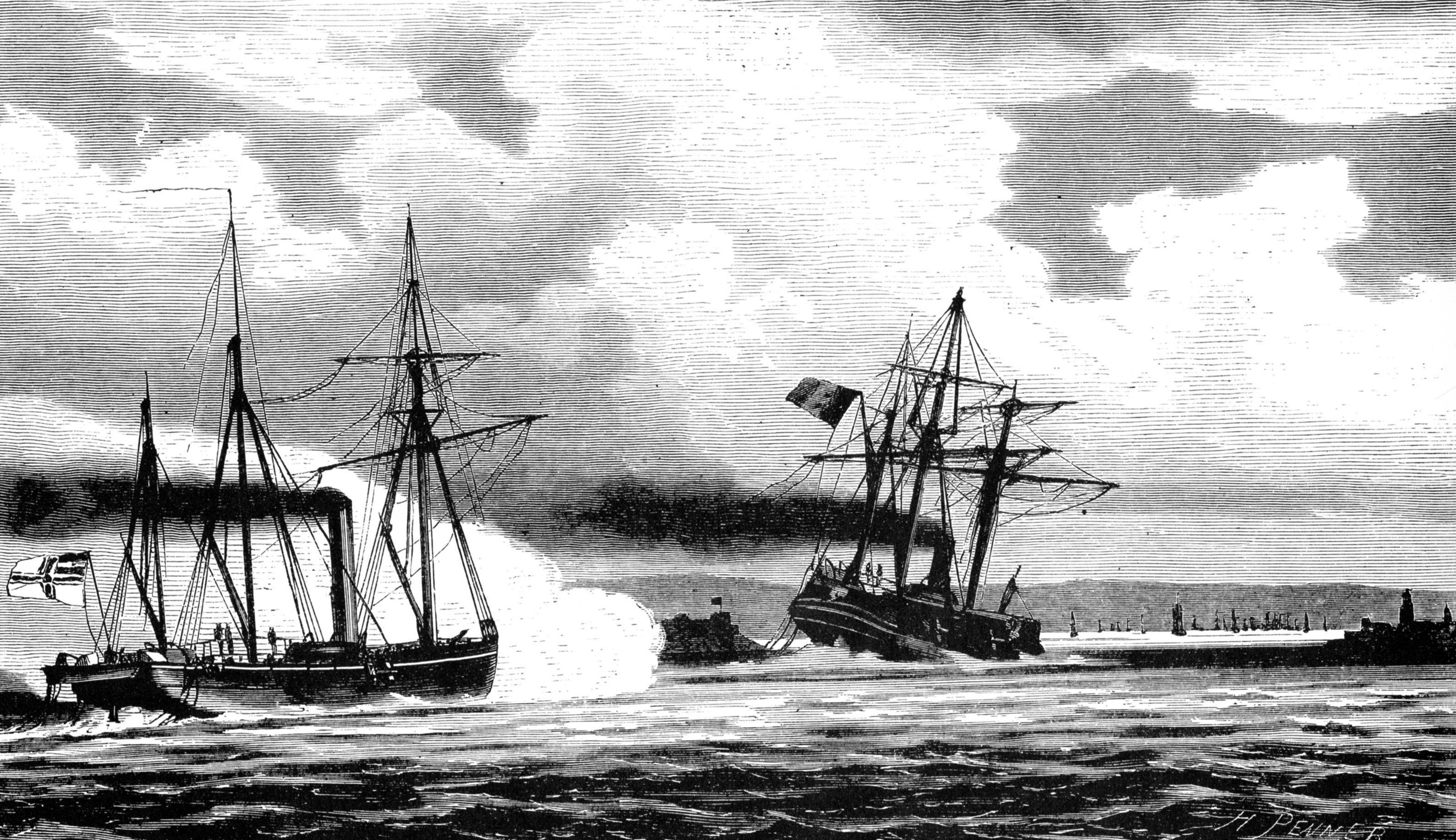
Das Seegefecht vor Havanna am 9. November 1870, links die Meteor, rechts die Bouvet. Zeichnung von Hermann Penner (1832–1894)

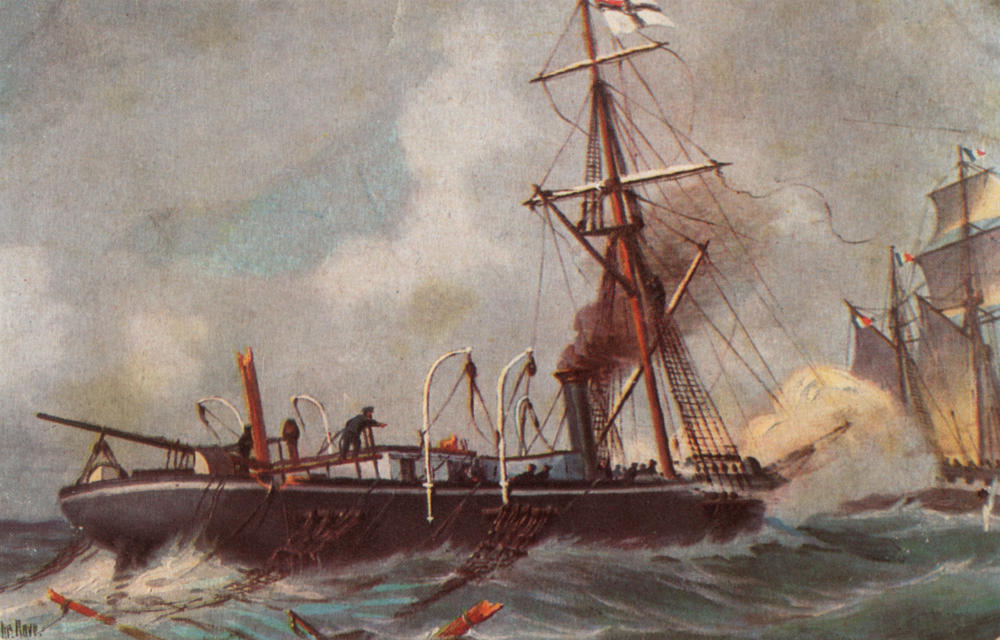
Die Meteor im Gefecht

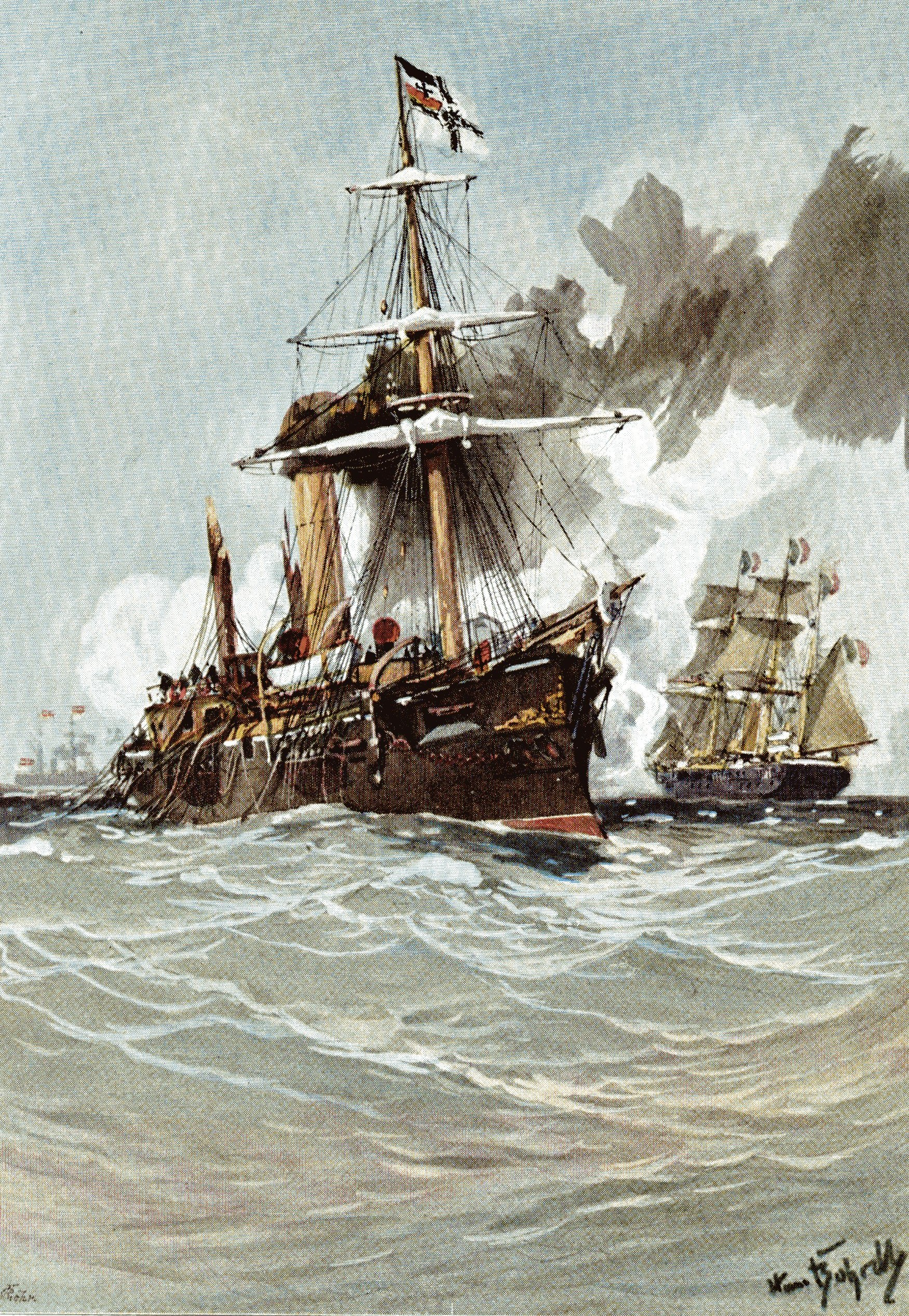
Gefecht vor Havanna am 9. November 1870. Im Vordergrund die Meteor. Gemälde von Hans Bohrdt

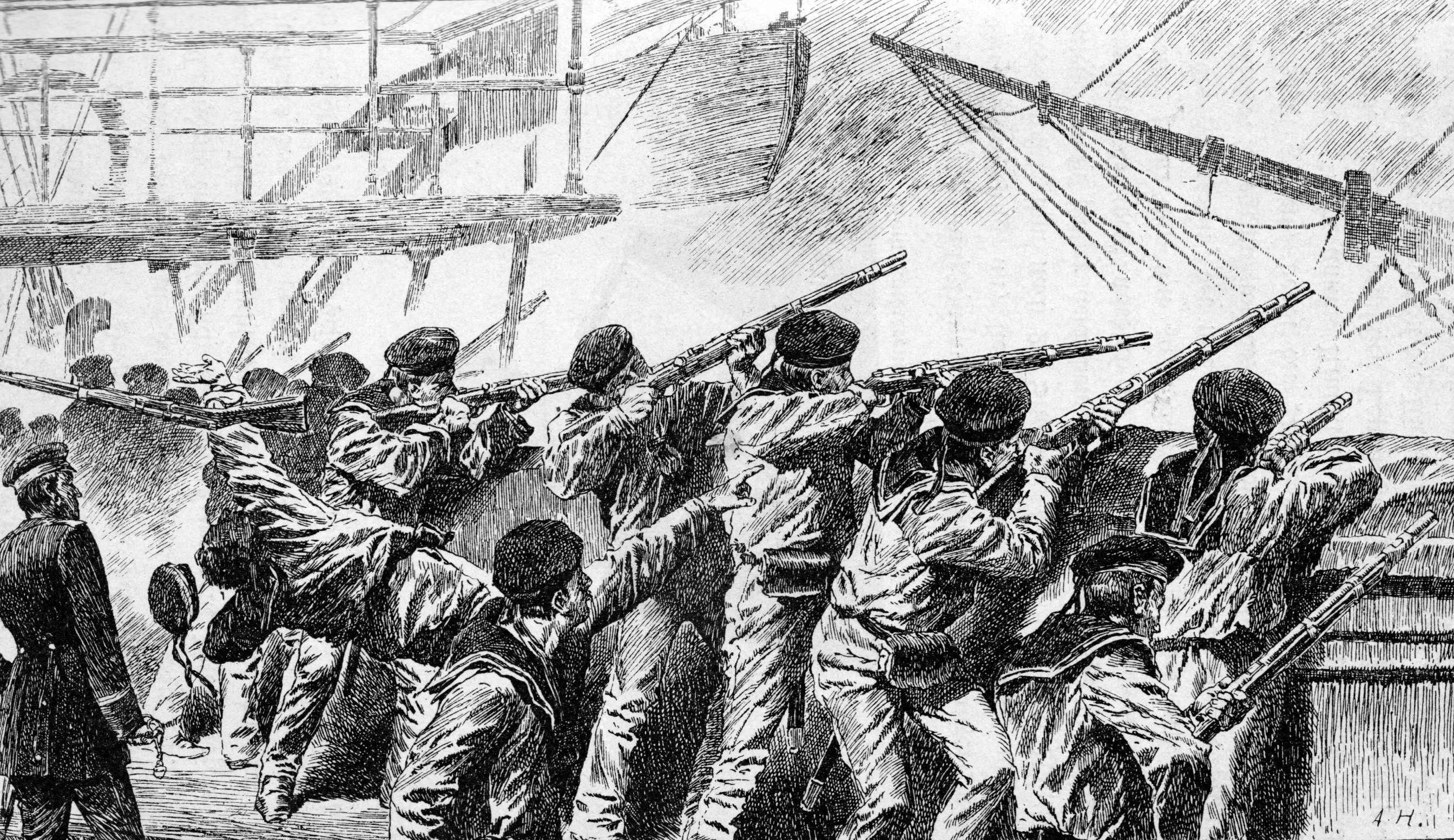
Die Meteor im Gefecht vor Havanna am 9. November 1870. Aus: Reinhold Werner: Bilder aus der deutschen Seekriegsgeschichte. 1899, S. 516.

Am gleichen Tag (7. November 1870) gegen 13 Uhr verließ die Meteor den Hafen von Havanna wieder und kreuzte vor seiner Einfahrt außerhalb der spanischen Hoheitsgewässer, wo es die Bouvet zum Gefecht erwartete. Da diese bis 17 Uhr nicht ausgelaufen war, kehrte die Meteor in den Hafen zurück. Dort wurde Kapitänleutnant Knorr davon unterrichtet, dass es Schiffen eines kriegsführenden Staates erst 24 Stunden nach dem Auslaufen gegnerischer Schiffe gestattet sei, den Hafen zu verlassen. Entsprechend wartete er diese Zeit ab, nachdem am folgenden Tag die Bouvet gegen 13.15 Uhr den Hafen verlassen hatte und lief am 9. November genau 24 Stunden nach dem französischen Aviso aus.
Bereits um 13.30 Uhr bekamen sich beide Schiffe in Sicht. Ca. 10 sm vor der kubanischen Küste eröffnete die Bouvet auf einer Entfernung von 14,8 hm das Feuer auf die Meteor. Diese erwiderte das Feuer erst, als der Aviso auf 9 hm herangekommen war. Aufgrund der hohen Dünung erzielte keines der Schiffe einen Treffer. Als sich der Abstand auf unter 400 m verringert hatte, drehte die Bouvet plötzlich nach steuerbord ab. Kapitänleutnant Knorr nahm zunächst an, der Aviso wolle vor seinem Bug vorbeidampfen und ihn dabei in Längsrichtung beschießen. Entsprechend befahl er, auch die Meteor steuerbords abdrehen zu lassen. Kurze Zeit später jedoch erkannte er, dass es die eigentliche Absicht seines Gegners war, sein Schiff zu rammen. Entsprechend drehte er sofort nach backbord auf Gegenkurs zur Bouvet. Der Rammversuch gelang nicht, aber beide Schiffe schrammten aneinander vorbei. Der Kranbalken der Bouvet zerstörte dabei die Backbord-Wanten, die Backbord-Nock der Kommandobrücke und sämtliche an dieser Seite hängenden Boote. Außerdem wurde die Fockrah beschädigt, der Großmast abgeknickt und der Besanmast über Bord gerissen. Außerdem wurden durch den Vorsteven die Lafetten zweier Geschütze vor den Pivotbolzen gehoben. Während des Passierens feuerte die französische Besatzung vom höhergelegenen Deck ihres Schiffes mit Gewehren und Kartätschen auf das Oberdeck der Meteor, was zwei deutsche Matrosen das Leben kostete und einen weiteren verwundete. Da beim Abfeuern des Buggeschützes die Abzugleine riss, konnte das deutsche Kanonenboot während der dreiminütigen Begegnung nur einen Treffer auf der Bouvet anbringen, der die am Heck befindliche Rettungsboje über Bord beförderte.

Meteor im Gefecht mit Bouvet, Gemälde

Die Meteor drehte wieder nach steuerbord und verlor dabei den Großmast ganz, was jedoch der Manövrierfähigkeit zugutekam. Die Geschütze konnten schnell wieder gefechtsklar gemacht werden. Das 24-Pfünder-Geschütz feuerte, als die Bouvet in rund 300 m Entfernung beidrehte und der Meteor die Breitseite zuwendete. Dabei erzielte es einen Treffer in der Dampfzufuhr für die Maschinenanlage, wodurch diese ausfiel und der Aviso allein auf seine Segel angewiesen war. Der Versuch des deutschen Kanonenbootes, mit hoher Fahrt an seinen Gegner heranzukommen, wurde schließlich gegen 15.45 Uhr vereitelt, da die Schraube aufgrund außenbords hängendem Tauwerks unklar und das Schiff für eine halbe Stunde bewegungsunfähig wurde. Anschließend nahm die Meteor die Verfolgung und auch das Artilleriefeuer wieder auf, jedoch konnte die Bouvet gegen 16.40 Uhr spanisches Hoheitsgebiet erreichen. Damit war das Gefecht beendet, beide Schiffe liefen in den Hafen von Havanna zurück.

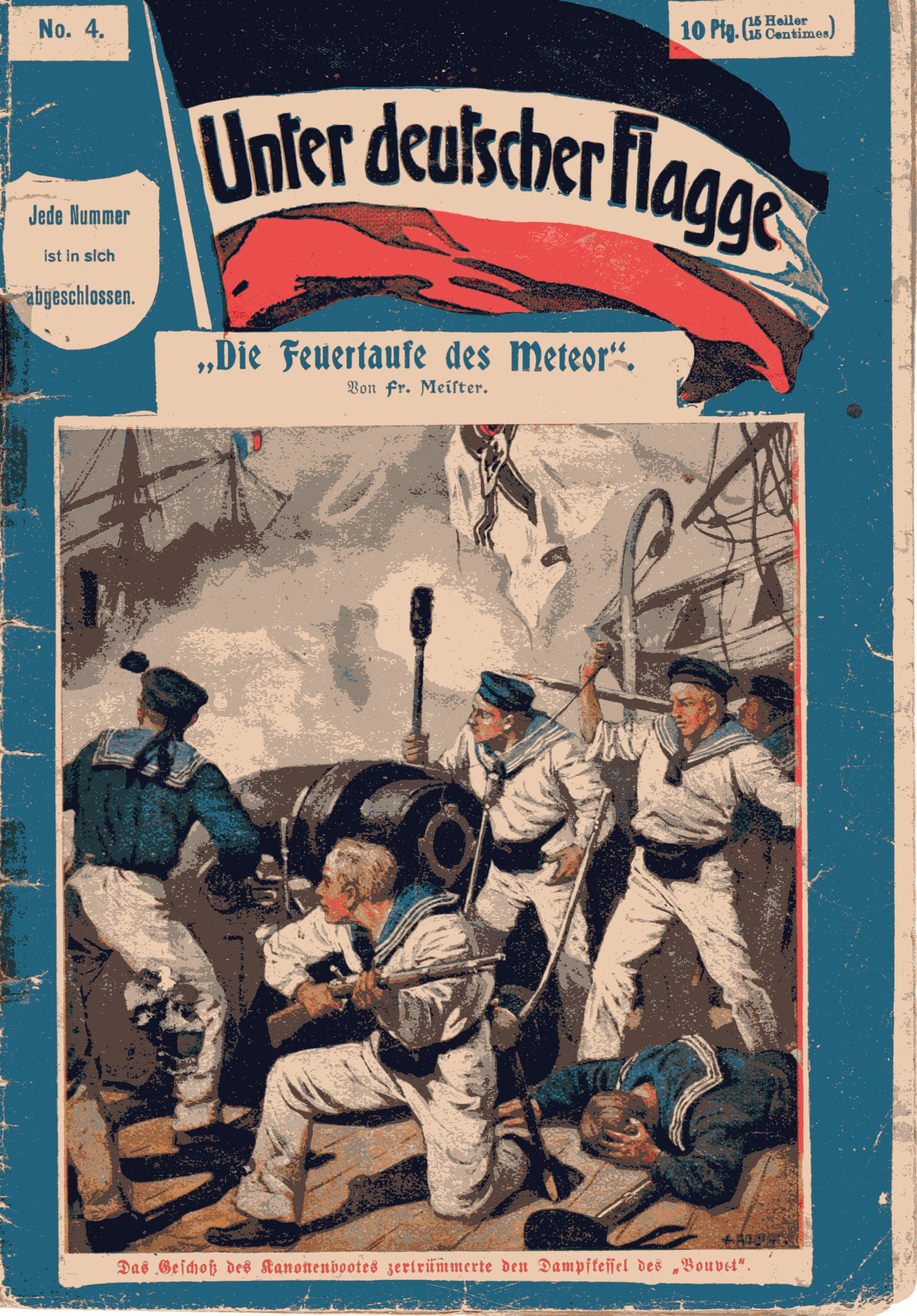
Das Titelbild zeigt das Gefecht des norddeutschen Kanonenboots Meteor gegen den französischen Aviso Bouvet im November 1870 vor dem Hafen von Havanna.

Während der dreistündigen Begegnung, die nach einer vorherigen Vereinbarung beider Kommandanten stattfand und als letztes „Gentleman-Gefecht“ der Marinegeschichte gilt, hatte die Meteor 22 Granaten verschossen, die auf der Bouvet zehn Verwundete forderten. Unmittelbar nach dem Einlaufen wurde der verwundete deutsche Matrose in ein Krankenhaus überführt, die beiden Gefallenen am 10. November beigesetzt. Später errichtete man ihnen zu Ehren ein kleines Denkmal. Kapitänleutnant Knorr wurde zum 1. Januar 1871 zum Korvettenkapitän befördert, außerdem erhielten er, zwei seiner Offiziere, der Bootsmann und ein Matrose das Eiserne Kreuz II. Klasse. Der Kommandant der Bouvet, Capitaine de Frégate Franquet, wurde zum Capitaine de Vaisseau befördert.

## Weitere Dienstzeit
Die Reparatur der Gefechtsschäden zog sich durch das Verhalten der unter französischem Druck stehenden spanischen Verwaltung in die Länge, so dass die Meteor erst am 13. April 1871, also bereits nach Abschluss des Vorfriedens, Havanna wieder verlassen und den Heimweg antreten konnte. Ein vorzeitiges Auslaufen wäre ohnehin schwierig gewesen, da nach dem Gefecht ständig drei französische Kriegsschiffe vor dem Hafen kreuzten. Das Kanonenboot lief entlang der US-Küste nach Neufundland, trat von St. John’s aus die Atlantikquerung an und erreichte am 13. Juni Plymouth. Zwölf Tage später kam die Meteor in Kiel an, wo sie am 20. Juli außer Dienst gestellt wurde. Vom 18. September bis zum 14. Oktober diente sie an ihrem Liegeplatz der Ausbildung von Maschinisten.
Am 6. Mai 1872 wurde die Meteor wieder in Dienst gestellt, um gemeinsam mit der Drache Vermessungsarbeiten entlang der deutschen Küste vorzunehmen. Geleitet wurde das Vermessungsprogramm von Korvettenkapitän Knorr, der inzwischen zum Chef des Hydrographischen Amtes der Admiralität ernannt worden war. Sie erstreckten sich in diesem Jahr auf den mecklenburgischen Teil der Küste und dauerten bis zum 20. Oktober an. Am 14. November wurden Meteor und Salamander zur Hilfeleistung vor Friedrichsort herangezogen, da aufgrund eines schweren Sturms Wasser in die dortigen Fortgebäude eingedrungen war. Nach Abklingen des Sturms suchten Meteor und Drache, verstärkt durch den Transporter Rhein, das Seegebiet bis Hiddensee nach havarierten Schiffen ab, jedoch erfolglos. Am 7. Dezember 1872 wurde die Meteor schließlich wieder außer Dienst gestellt.
1873 wurde das Schiff ab dem 16. April erneut zu Vermessungsarbeiten herangezogen. Am 22. September lief die Meteor nach Spanien aus, wo der Dritte Carlistenkrieg stattfand. Sie sollte die dort zum Schutz deutscher Bürger und Wirtschaftsinteressen stationierte Delphin ablösen. Die Meteor traf am 4. Oktober 1873 in Málaga ein und verblieb bis zum März 1874 in spanischen Gewässern. Nach Abklingen der Unruhen wurde das deutsche Geschwader aufgelöst und das Kanonenboot lief nach Konstantinopel weiter, um die dortige Station zu übernehmen. Ab dem 12. April hielt sich das Schiff in der osmanischen Hauptstadt auf. Da es in der Folgezeit zu Unruhen auf dem Balkan kam, waren auch dort Übergriffe auf ansässige Deutsche möglich, weshalb die Meteor zeitweise von Comet, Nautilus und Pommerania unterstützt wurde. Von Mitte Dezember 1876 bis Ende Februar 1877 hielt sich das Schiff in Smyrna auf, wo Besatzungsmitglieder der Meteor von französischen Kriegsschiffmatrosen in eine Schlägerei mit tödlichem Ausgang für einen deutschen Seemann verwickelt wurden. Dies führte für einige Monate zu beträchtlichen diplomatischen Spannungen zwischen Deutschland und Frankreich. Nach der Rückkehr nach Konstantinopel erhielt die Meteor den Heimreisebefehl und verließ am 3. Juni ihre Station. Sie traf nach gut zwei Monaten in Kiel ein und wurde am 16. August 1877 in Danzig außer Dienst gestellt.

## Verbleib
Die Meteor wurde am 27. November 1877 aus der Liste der Kriegsschiffe gestrichen. Ihre Maschinenanlage wurde ausgebaut und teilweise für das auf der Kaiserlichen Werft Danzig im Bau befindliche Kanonenboot Iltis verwendet. Der Rumpf des Schiffes wurde schließlich als Kohlenhulk aufgebraucht.

## Kommandanten
| 6. September 1869 bis 20. Juli 1871 | Kapitänleutnant / Korvettenkapitän Eduard Knorr |
| 6. Mai bis 7. Dezember 1872         | Kapitänleutnant Karl Eduard Heusner             |
| 16. April bis September 1873        | Kapitänleutnant Hohnholz                        |
| September 1873 bis Oktober 1875     | Kapitänleutnant Otto Herbig                     |
| Oktober 1875 bis Mai 1877           | Kapitänleutnant von Rössing                     |
| Mai bis 16. August 1877             | Kapitänleutnant Georgi                          |